# Herbita flavidiscata
Herbita flavidiscata là một loài bướm đêm trong họ Geometridae.